# V492 Возничего
V492 Возничего (лат. V492 Aurigae) — одиночная переменная звезда в созвездии Возничего на расстоянии (вычисленном из значения параллакса) приблизительно 20046 световых лет (около 6146 парсеков) от Солнца. Видимая звёздная величина звезды — от +13,5m до +12,1m.

## Характеристики
V492 Возничего — оранжевая углеродная пульсирующая полуправильная переменная звезда (SR) спектрального класса Ce. Эффективная температура — около 3698 K.